# Волнат-Гроув (округ Самнер, Теннессі)
Волнат-Гроув (англ. Walnut Grove) — переписна місцевість (CDP) в США, в окрузі Самнер штату Теннессі. Населення — 911 особа (2020).

## Географія
Волнат-Гроув розташований за координатами 36°29′20″ пн. ш. 86°36′20″ зх. д. / 36.48889° пн. ш. 86.60556° зх. д. (36.488977, -86.605692).  За даними Бюро перепису населення США в 2010 році переписна місцевість мала площу 12,48 км², уся площа — суходіл.

## Демографія
Згідно з переписом 2010 року, у селищі мешкали 864 особи в 306 домогосподарствах у складі 242 родин. Густота населення становила 69 осіб/км².  Було 325 помешкань (26/км²).
Расовий склад населення:
| - 97,6 % — білих - 1,3 % — чорних або афроамериканців - 0,5 % — корінних американців - 0,1 % — азіатів |

До двох чи більше рас належало 0,1 %. Частка іспаномовних становила 2,1 % від усіх жителів.
За віковим діапазоном населення розподілялося таким чином: 24,3 % — особи молодші 18 років, 64,2 % — особи у віці 18—64 років, 11,5 % — особи у віці 65 років та старші. Медіана віку мешканця становила 40,7 року. На 100 осіб жіночої статі у селищі припадало 95,9 чоловіків;  на 100 жінок у віці від 18 років та старших — 95,8 чоловіків також старших 18 років.
Середній дохід на одне домашнє господарство  становив 61 351 долар США (медіана — 43 036), а середній дохід на одну сім'ю — 70 295 доларів (медіана — 73 056). За межею бідності перебувало 20,0 % осіб, у тому числі 44,5 % дітей у віці до 18 років та 0,0 % осіб у віці 65 років та старших.
Цивільне працевлаштоване населення становило 514 осіб. Основні галузі зайнятості: мистецтво, розваги та відпочинок — 20,2 %, виробництво — 15,2 %, науковці, спеціалісти, менеджери — 9,1 %, освіта, охорона здоров'я та соціальна допомога — 9,1 %.